# Musée historique canadien
Ne doit pas être confondu avec Musée canadien de l'histoire.
Le Musée historique canadien (communément appelé le musée de cire de Montréal ou Musée catholique canadien) était un musée de cire situé à Montréal, Québec (Canada), qui présentait des scènes de la vie des premiers chrétiens et de l’histoire du Canada.
Ouvert entre 1935 au 12 mai 1989, le musée est cofondé par Robert Tancrède et le sculpteur Albert Chartier. Tous les personnages sont façonnés par Chartier dans les ateliers Grévin de Paris.      
Il comprend également des œuvres qui avaient été transférées d'une attraction préexistante à Montréal, le musée Eden (1891-1940), situé dans la bâtisse du Monument-National.  
Le musée présente des scènes religieuses tels les catacombes de Rome, les chrétiens jetés aux lions et des scènes sur l'histoire du Québec ainsi que les statues d'Élisabeth II, de Philip Mountbatten ou de Jean-Paul II. 
Il est situé au coin de chemin Queen-Mary et chemin de la Côte-des-Neiges au quartier Côte-des-Neiges de l'arrondissement Côte-des-Neiges–Notre-Dame-de-Grâce, près de l’oratoire Saint-Joseph. Le bâtiment de style Art déco conçu par l’architecte Paul Lemieux abrite aujourd’hui une pharmacie. 
À la fermeture du musée, le Musée de la civilisation de Québec prendre en charge la collection, composé de 200 statues de cire grandeur nature,